# Tufão Cimaron (2006)
O tufão Cimaron (designação internacional: 0619; designação do JTWC: 22W; designação filipina Paeng, conhecido às vezes como super tufão Cimaron) foi o mais intenso ciclone tropical a atingir as Filipinas na temporada de tufões no Pacífico de 2006. Cimaron foi o vigésimo sétimo ciclone tropical, o décimo nono sistema tropical nomeado, o décimo segundo tufão e o sexto super tufão da temporada de tufões de 2006. O tufão formou-se de uma perturbação tropical em 26 de Outubro a leste das Filipinas e desenvolveu-se rapidamente antes de atingir a costa leste da ilha filipina de Luzon durante o seu pico de intensidade, com ventos máximos sustentados de 260 km/h, em 29 de Outubro. Após cruzar a ilha em 31 de Outubro, o tufão voltou a se intensificar sobre o Mar da China Meridional, atingindo o pico secundário de intensidade com ventos máximos sustentados de 205 km/h, antes de voltar a se enfraquecer devido ao cisalhamento do vento e dissipar-se completamente em 6 de Novembro.
Embora Cimaron seja o tufão mais intenso a atingir as Filipinas em 2006, o governo local preparou a população para a chegada do tufão e, com isso, minimizando seus impactos sobre o arquipélago. Mesmo assim, foram relatadas 19 fatalidades e $9,3 milhões de dólares em prejuízos, grande parte na agricultura e criação de animais.

## História meteorológica

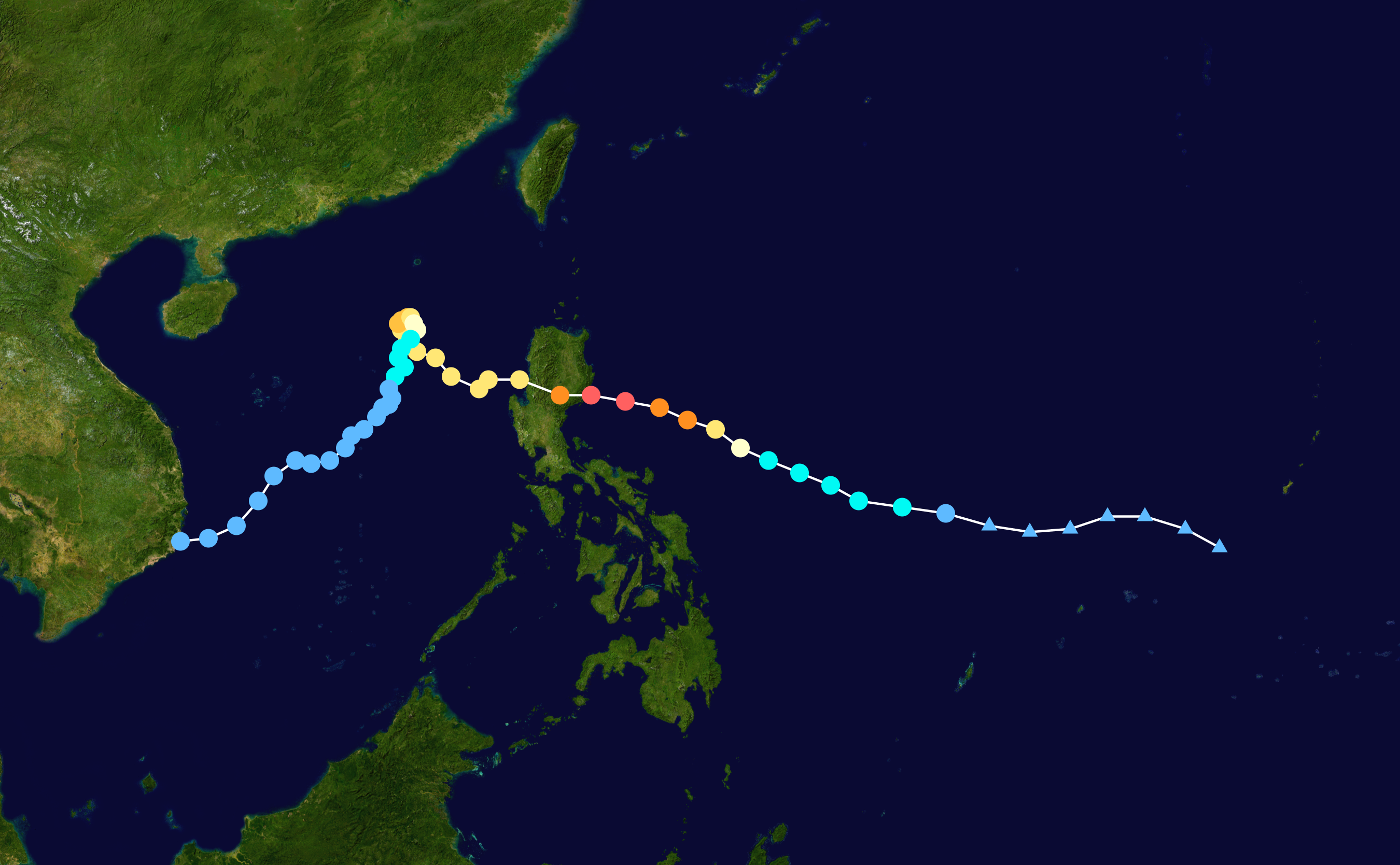
O caminho de Cimaron

Uma área de convecção formou-se em 24 de Outubro a aproximadamente 590 km de Guam. As áreas de convecção formavam-se sobre uma área de cisalhamento ciclônico de baixos níveis e as condições de altos níveis eram favoráveis, com boa divergência e fracos ventos de cisalhamento. No dia seguinte, a área de distúrbios meteorológicos foi relocada para sul-sudoeste de Guam. A circulação ciclônica de baixos níveis associada ao sistema continuou a se consolidar e o ambiente em seu torno era favorável para o ciclogênese. No começo da madrugada (UTC) de 26 de Outubro, a Agência Meteorológica do Japão (AMJ) classificou o sistema como uma depressão tropical fraca e continuou a monitorá-la em seus boletins ultramarítimos. Seis horas, a AMJ classificou o sistema como uma depressão tropical completa, com ventos máximos sustentados em 10 minutos de 55 km/h. Neste momento, o sistema estava localizado a cerca de 320 km ao norte de Yap e apresentava fluxos externos setentrionais em consolidação. Com isso, o Joint Typhoon Warning Center (JTWC) emitiu um alerta de formação de ciclone tropical (AFCT) por volta das 13:00 (UTC) de 26 de Outubro. Horas depois, o JTWC emitiu seu primeiro aviso sobre a recém-formada depressão tropical 22W. Neste momento, o centro da depressão estava localizado a cerca de 1.385 km a leste de Manila, capital das Filipinas, e deslocando-se para oeste-noroeste. No começo da madrugada (UTC) de 27 de Outubro, o JTWC classificou o sistema numa tempestade tropical, enquanto que ao mesmo tempo, a Administração de Serviços Atmosféricos, Geofísicos e Astronômicos das Filipinas (PAGASA) também começou a emitir avisos regulares sobre o sistema, atribuindo-lhe o nome Paeng. Seis horas depois, tanto a AMJ quanto a PAGASA classificaram o sistema numa tempestade tropical e a AMJ atribuiu-lhe o nome Cimaron, que foi submetido pelas Filipinas e refere-se a uma espécie de bovino selvagem.

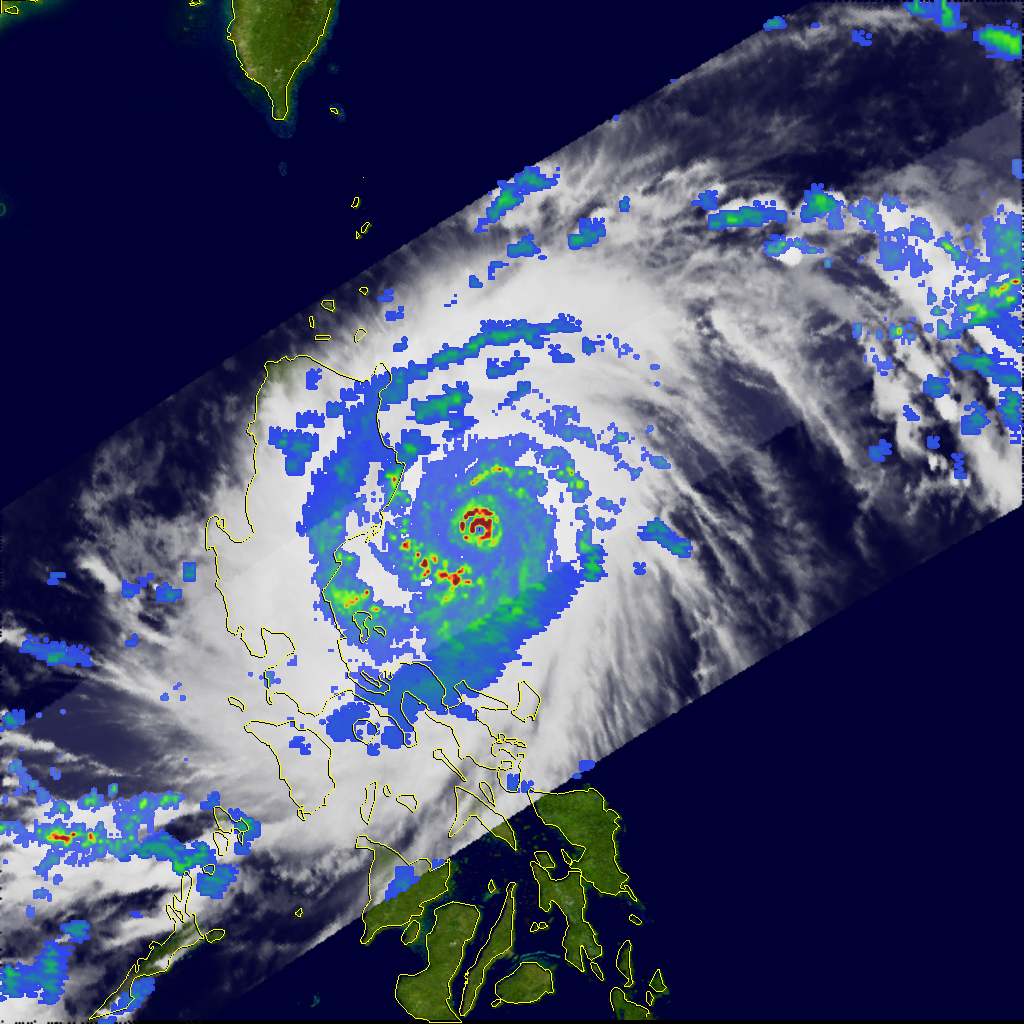
Imagem TRMM de Cimaron, pouco antes de atingir as Filipinas

Com uma forte alta subtropical ao norte, a tempestade tropical Cimaron começou a seguir continuamente para oeste-noroeste, que levaria o sistema diretamente a Luzon, norte das Filipinas, em 60 horas. Por volta do meio-dia (UTC), Cimaron estava localizado a cerca de 1.015 km a leste de Manila e seus ventos máximos sustentados tinham aumentado para 95 km/h. Apresentando um duplo canal de fluxos externos de altos níveis em desenvolvimento, Cimaron começou a se intensificar-se rapidamente. Por volta do meio-dia de 28 de Outubro, os ventos máximos sustentados associados a Cimaron já era de 175 km/h Na madrugada de 29 de Outubro, o JTWC classificou Cimaron como um super tufão, assim que os ventos máximos sustentados associados ao tufão chegaram a 260 km/h, intensidade equivalente a um furacão de categoria 5 na escala de furacões de Saffir-Simpson. Naquele momento, o tufão era razoavelmente compacto, sendo que o raio de ventos máximos era de aproximadamente 250 km. Às 06:00 (UTC) de 29 de Outubro, o tufão Cimaron estava localizado a cerca de 325 km a leste de Manila e aproximando-se da costa leste da ilha de Luzon. Segundo uma imagem de satélite da Missão de Medidas de Chuvas Tropicais (TRMM) tirada às 05:40 (UTC) de 29 de Outubro mostrava Cimaron com duas paredes do olho concêntricas, separadas por apenas alguns quilômetros.
O olho do pequeno, embora extremamente intenso, tufão fez landfall no município de Casiguran, província de Aurora, Filipinas, por volta das 13:00 (UTC) de 29 de Outubro, ainda durante o seu pico de intensidade com ventos máximos sustentados em 1 minuto de 260 km/h. Cimaron cruzou Luzon razoavelmente rápido e no começo da madrugada de 30 de Outubro, o centro do tufão deixou a ilha e adentrou o Mar da China Meridional. A alta subtropical ao norte do sistema continuou a influenciar o movimento de Cimaron para oeste, mas uma brecha surgiu na alta em 31 de Outubro. Com isso, Cimaron começou a seguir para noroeste com uma grande redução na velocidade de deslocamento. Por volta das 06:00 (UTC) de 1º de Novembro, Cimaron ficou estacionário a cerca de 425 km a sul-sudeste de Hong Kong. Assim que deixou Luzon até a noite de 31 de Outubro, Cimaron manteve a intensidade com ventos máximos sustentados de 165 km/h, mas no entanto, Cimaron voltou a se fortalecer durante a noite de 31 de Outubro e a madrugada de 1º de Novembro, atingindo o pico secundário de intensidade com ventos máximos sustentados de 205 km/h. No entanto, a intensificação foi de curta duração, pois a partir da manhã (UTC) de 1º de Novembro, Cimaron começou a ser afetado por correntes de ar seco ocidentais, do aumento dos ventos de cisalhamento, além da diminuição dos fluxos externos meridionais. A partir do meio-dia de 1º de Novembro, Cimaron começou a se enfraquecer continuamente e por volta das 18:00 (UTC) de 2 de Novembro, o JTWC desclassificou Cimaron para uma tempestade tropical, enquanto que a AMJ também desclassificou o sistema para uma tempestade tropical severa. O ciclone em enfraquecimento começou a se mover para sudoeste, ligada a correntes de vento do norte-nordeste de baixos a médios níveis assim que uma forte área de alta pressão persistia sobre o sul da China. Cimaron continuou a se enfraquecer e o JTWC desclassificou o sistema para uma depressão tropical às 18:00 (UTC) de 3 de Novembro e emitiu seu último aviso sobre o sistema ao meio-dia de 4 de Novembro. Naquele momento, o centro do sistema localizava-se a cerca de 720 km a sul-sudeste de Hong Kong. No entanto, a AMJ manteve o sistema como uma tempestade tropical até às 00:00 (UTC) de 6 de Novembro, quando a agência japonesa desclassificou Cimaron para uma depressão tropical, emitindo também seu último aviso sobre o sistema.. A AMJ ainda monitorou a área de baixa pressão remanescente de Cimaron em seus boletins ultramarítimos até às 18:00 (UTC) de 7 de Novembro.

## Preparativos e impactos

Imagem animada de satélite mostrando Cimaron atingindo a ilha de Luzon, Filipinas.

Cimaron trouxe ventos máximos sustentados de 260 km/h para Luzon, norte das Filipinas, em 29 de Outubro. Antes da chegada do tufão, a Administração de Serviços Atmosféricos, Geofísicos e Astronômicos das Filipinas içou sinais de tempestades para mais de 30 províncias do norte e nordeste do país, pondo em alerta mais de 1,7 milhões de pessoas. Com isso, escolas e prédios governamentais foram fechados nas regiões sob o sinal de tempestade, apesar que na Região Metropolitana de Manila, as aulas não foram suspensas. A passagem de Cimaron deixou no mínimo seis províncias em Luzon sem o fornecimento de eletricidade. De acordo com fontes noticiosas, mais de 5.000 residências foram danificadas. 2.000 pessoas tiveram que sair de suas residências devido às enchentes, deslizamentos de terra e aos danos provocados pelo vento. Outras 180.000 foram afetadas de alguma maneira pelos mesmos fatores. No barangay de Dinpigue, na província de Isabela, Cimaron danificou 90% das residências (onde há 5.000 pessoas). Cimaron também provocou quedas de árvores, enchentes, deslizamentos de terra e interrupções do fornecimento de eletricidade também em outras províncias em Luzon, como em Benguet e Kalinga.
Danos também foram relatados em Baguio, já que deslizamentos de terra atingiram a cidade e as residências foram destelhadas. Nas cidades de Jones, em Isabela, e Tuao, em Cagayan foram inundadas, enquanto que boa parte das áreas baixas da província de Aurora foram inundadas depois que chuvas torrenciais caíram durante toda aquela noite. Vôos domésticos no norte das Filipinas foram cancelados. Cimaron causou prejuízos somados em $443 milhões de pesos filipinos ($8,8 milhões de dólares) apenas na agricultura e na criação de animais. Segundo o Departamento de Agricultura local, Cimaron destruiu cerca de 8% das lavouras de arroz e milho. Os danos em rodovias, pontes e escolas somaram outros $25 milhões de pesos filipinos ($500 mil dólares). No mínimo 58 pessoas ficaram feridas e outras 19 morreram após a passagem do tufão nas Filipinas, quinze dos quais morreram afogados. Uma mulher e sua criança morreram após serem atingidos por folhas galvanizadas em Disalag, província de Aurora.
Em Hong Kong, foi içado o sinal de alerta de tempestade nº1 em 31 de Outubro, mas descontinuado em 3 de Novembro. A combinação de Cimaron com uma monção causou ventanias sobre o sul da China, incluindo Hong Kong e Macau. Em 2 de Novembro, a ventania causou um acidente industrial e um trabalhador ficou ferido na Baía de Kowloon. Outras duas pessoas ficaram feridas quando uma lancha virou com as fortes ondas causadas pelo tufão. Outra pessoa ficou ferida em Kennedy Town.
Após a passagem de Cimaron, a Agência Sueca de Cooperação Internacional para o Desenvolvimento (ASDI) contribuiu com $2,5 milhões de coroas suecas ($350.000 mil dólares) em esforços de ajuda.